# Terrena
Terrena — группа сельскохозяйственных кооперативов Западной Франции. Группа образовалась в 2004 году в результате слияния нескольких кооперативов, старейший из которых был основан в 1887 году. Штаб-квартира расположена в коммуне Ансени-Сен-Жереон региона Пеи-де-ла-Луар.

## История
Старейший кооператив из вошедших в состав Terrena был основан в 1887 году в Анжу. В 1967 году 7 кооперативов региона объединились под названием CAVAL (Cooperative Angevine du Val du Loire, «Анжуйский кооператив долины Луары»).
В 1952 году также на западе Франции появился кооператив CANA (Cooperative Agricole La Noëlle Ancenis) со штаб-квартирой в Ансени. В 1955 году он открыл завод по производству комбикормов, а в 1970-х годах расширил деятельность на производство курятины. В 1977 году был открыт маслозавод и запущен бренд сливочного масла Paysan Breton. В 1980-х годах были запущены бренды Laiterie du Val d’Ancenis для молокопродуктов, а также бренды Gastronome и Soviba для мясной продукции. В середине 1980-х годов CANA начал экспортировать продукцию в другие европейские страны.
В 1993 году группа CAVAL поглотила региональный кооператив CVL (Cooperative Vienne Loire, «Кооператив Вьенны и Луары»). В 1998 году была поглощена GCA (Groupe Centre Atlantique, «Центрально-Атлантическая группа»), основанная в 1936 году и работавшая а регионе Пуату — Шарант.
Снижение торговых барьеров в пределах Евросоюза в 1990-х годов привело к росту конкуренции на французском рынке со стороны фермеров Испании, Италии и других стран. Это вызвало дальнейшее укрупнение сельскохозяйственных кооперативов Франции. В 2001 году CAVAL и CANA договорились о создании общей холдинговой компании Terrena, а в 2004 году две группы кооперативов полностью объединились. На момент создания Terrena была третьей крупнейшей агропромышленной группой Франции, она включала 35 тысяч фермеров и имела оборот около 3 млрд евро.
В 2014 году был поглощён кооператив производителей овощных культур Val Nantais. До 2018 года Terrena владела контрольным пакетом акций (65 %) крупнейшего в Европе производителя курятины Doux Group, однако, после многолетних убытков, он был продан другому французскому производителю мяса кур, группе LDC.

## Деятельность

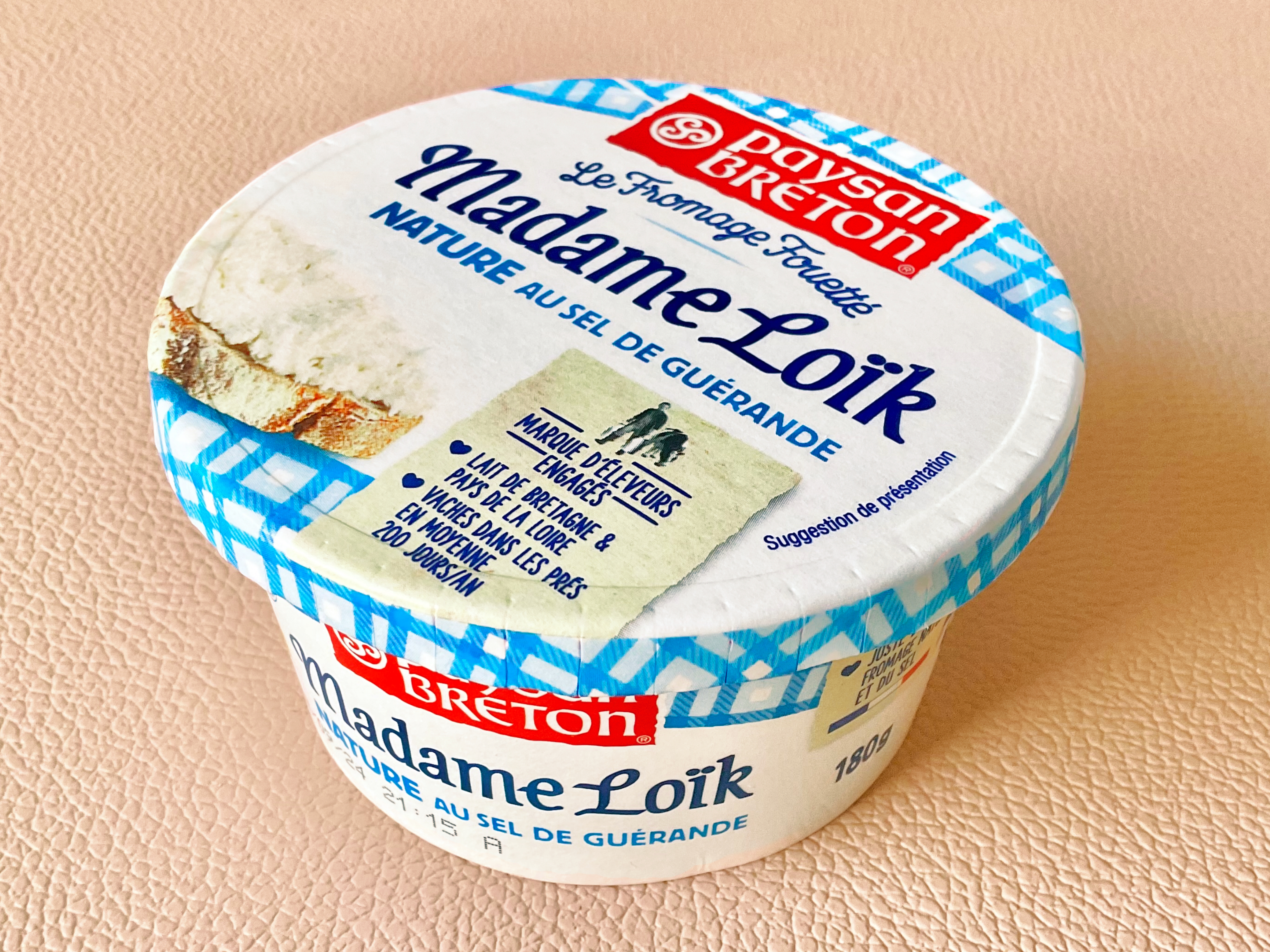
Сыр бренда Paysan Breton

Группа Terrena объединяет около 19 тыс. фермеров, общая площадь ферм составляет 730 тыс. га. Большинство ферм находится в Западной Франции (регионы Бретань и Пеи-де-ла-Луар. Группа производит мясопродукты, яйца, зерновые, фрукты и вино. Группе принадлежит 95 предприятий по переработке сельскохозяйственной продукции, производству удобрений и комбикормов. Группа занимает второе место во Франции по производству курятины и индюшатины (11 % рынка).
Основными торговыми марками группы являются La Nouvelle Agriculture (мясная продукция), Douce France (свежая курятина), Père Dodu (обработанное мясо птицы), Paysan breton (сливочное масло и сыры), Tendre et Plus (мясная продукция), Ackerman (вино), Festival des Pains (хлебобулочные изделия), Val Nantais (фрукты и овощи).
Подразделения компании по состоянию на 2023 год:
- птица — 7 боен и 6 заводов по переработке мяса птицы, 147 тыс. т мяса в год;
- яйца — 768 млн яиц в год;
- кролики — 65 кроличьих ферм, 2,8 млн кроликов в год;
- молоко — 574 молочных ферм, 380 млн литров молока в год;
- говядина — 14 боен и предприятий по переработке говядины, 370 тыс. голов в год;
- баранина — 963 производителя баранины, 101 тыс. голов в год;
- свинина — 226 производителей свинины, 658 тыс. голов в год;
- зерновые — в производстве зерновых занято 5600 фермеров, урожай составляет 2 млн т;
- вино — производство вина составляет 20,2 млн бутылок в год.